# John Flamsteed
John Flamsteed (19. srpna 1646 Derbyshire – 31. prosince 1719 Greenwich, Londýn) byl anglický astronom a první královský astronom, který nechal založit hvězdárnu v Greenwich. Během života se převážně věnoval měření přesných poloh hvězd, na jejichž základě sepsal katalog Historia Coelestis Britannica a atlas hvězdné oblohy nazvaný Atlas Coelestis.
Jako první společně s Johannem Schröterem pozoroval atmosféru Merkuru.